# Auebad (Kassel)

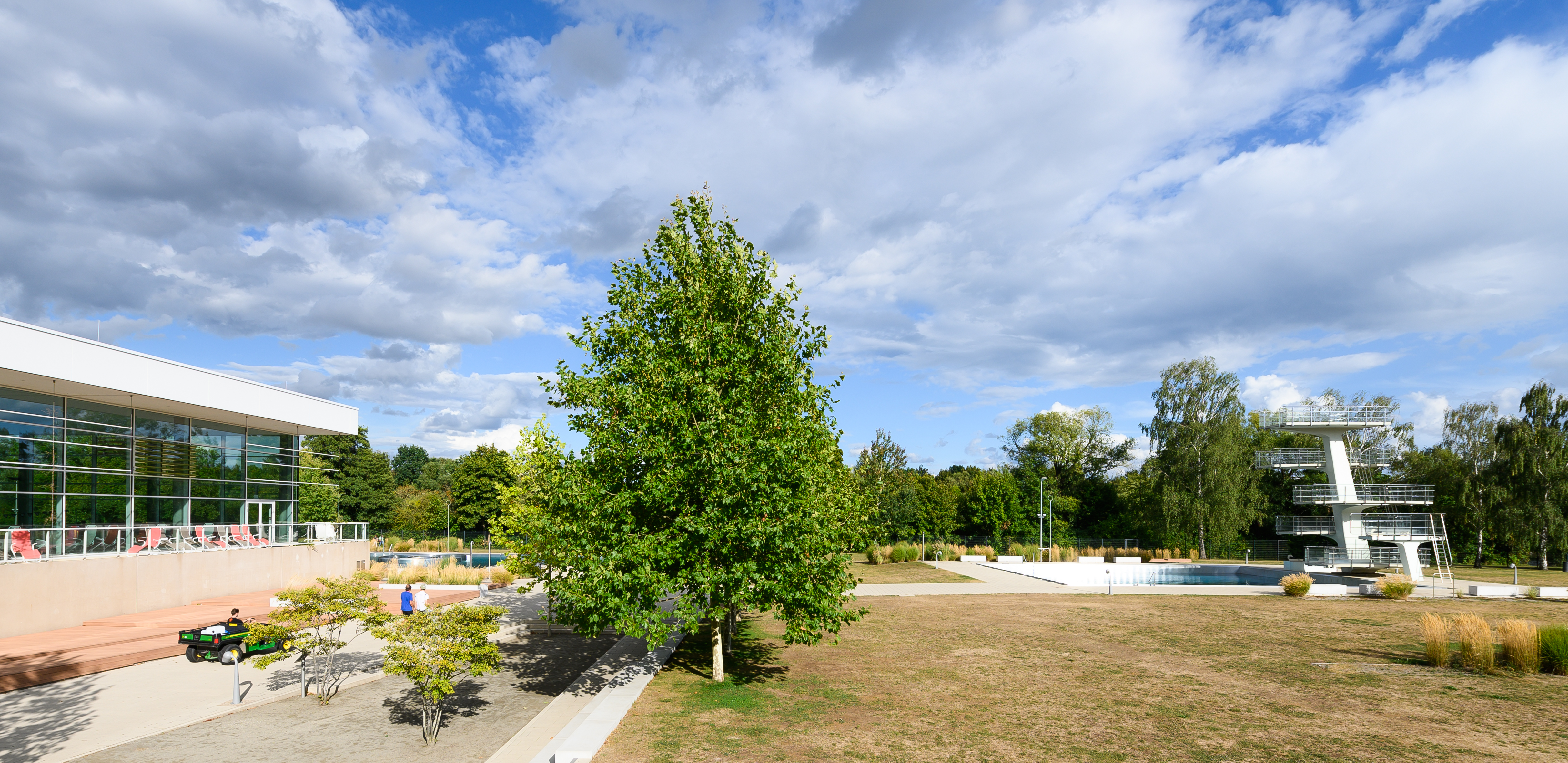
Blick vom Auedamm auf das Freigelände des Auebads.

Das Auebad ist ein kombiniertes Hallen- und Freibad im Kasseler Stadtteil Südstadt. Es wurde ursprünglich im Jahr 1923 als Flussbadeanstalt eröffnet.

## Lage
Das Auebad liegt am Auedamm 21 im Stadtteil Südstadt. Westlich grenzt die Karlsaue an das Schwimmbad, östlich fließt die Fulda. Zwischen dem Fluss und dem Zaun des Auebads verläuft die 2009 eingeweihte Fuldapromenade. Nördlich grenzt das Auebad an die Schwimmbadbrücke, die in Richtung der östlich gelegenen Stadtteile führt.

## Geschichte

### Gründung als Flussbadeanstalt
Am 19. Mai 1923 wurde das Auebad durch Kassels damaligen Oberbürgermeister Philipp Scheidemann eröffnet. Das Freibad für Gesundheit und Wohlergehen vor allem junger Menschen sei eines seiner Lieblingsprojekte gewesen, schreibt die Hessische/Niedersächsische Allgemeine (HNA). Das Bad entstand als Flussbadeanstalt mit sieben Schwimmzonen und 18 kleineren Badebecken in der Fulda.

### Wiederaufbau
Die Flussbadeanstalt von 1923 war im Zweiten Weltkrieg stark beschädigt worden. Nach dem Krieg wurden die stark zerstörten Anlagen zunächst provisorisch wiederhergerichtet. Vor dem Zweiten Weltkrieg hatten im Fulda-Flussbad täglich oft bis zu 20.000 Personen gebadet, nach dem Krieg lag die höchste Tageszahl an Badegästen nur bei 7500, meldeten die Hessischen Nachrichten, die Vorgänger-Zeitung der HNA, am 26. Mai 1954 in der Kasseler Stadtausgabe. Der Leiter der Städtischen Badebetriebe, Felix Rudloff, sah den Hessischen Nachrichten zufolge mehrere Gründe für den Rückgang der Besucherzahlen. Neben der Zerstörung der Altstadt im Krieg lägen die Gründe auch in der Kühle des Wassers, die ihm zufolge durch die Edertalsperre hervorgerufen wurde, sowie in der starken Verschmutzung der Fulda. Mit der Umwandlung in ein Schwimmstadion glaubte man, diese Mängel beseitigen zu können und dadurch auch das zu dieser Zeit zu stark besuchte Wilhelmshöher Bad zu entlasten.
1955 wurde dann das neue Sportbad mit drei Betonbecken, mit Trinkwassereinspeisung, Filter- und Umwälzanlagen gebaut. Auf einer Fläche von 32.000 Quadratmetern war es mit einem Schwimmer-, einem Nichtschwimmerabteil, einem Zehnmeter-Sprungturm sowie einer transportablen Stahlrohr-Tribüne ausgestattet.
Seinen offiziellen Namen bekam das Bad im Mai 1956. Damals wurde das Schwimmstadion am Auedamm eröffnet. Das Gelände am Fuldaufer wurde von den Redakteuren der Hessischen Nachrichten als „Copacabana von Kassel“ gefeiert. Es sei richtig gewesen, das alte Flussbad aufzugeben und dafür ein Schwimmstadion zu bauen.

### Sanierungsfall
In den folgenden Jahrzehnten wurde das Bad mehrfach aus- und umgebaut. Bis zum neuesten Umbau stammte die Bausubstanz laut der HNA auf dem insgesamt rund 31.500 Quadratmeter großen Gelände aus unterschiedlichsten Baujahren.
Im Jahr 1998 wurde ein Förderverein gegründet. Dieser konnte den Niedergang des alten Sportbads jedoch nicht verhindern.
Im Jahr 2008 erinnerte das Auebad einem Bericht der HNA zufolge an eine Ruine. Manche Gebäude seien einsturzgefährdet und dürften nicht mehr betreten werden. Die Technik sei veraltet, Schwimmbecken und die gefliesten Flächen um die Becken seien in einem erbarmungswürdigen und für nackte Füße gefährlichen Zustand. „Umkleiden, Duschen und Toiletten müssten dringend renoviert werden“, schrieb die HNA.
Jedoch hätte die Generalsanierung des maroden Bades annähernd neun Millionen Euro gekostet. Die von der Stadt Kassel beauftragten Gutachter kamen daher zum Schluss, dass sich eine Generalsanierung kaum lohnen würde. „Der Sanierungsaufwand ist für den erzielbaren Nutzen verhältnismäßig hoch“, zitierte die HNA die Bestandsanalyse der städtischen Bäder.
Gleichzeitig waren die Besucherzahlen im Jahr 2007 auf einen Tiefststand gesunken. Nur noch 36.000 Badegäste wurden gezählt. Zum Vergleich: Im Rekordjahr 1969 waren es 367.000 Besucher gewesen.

### Neubau

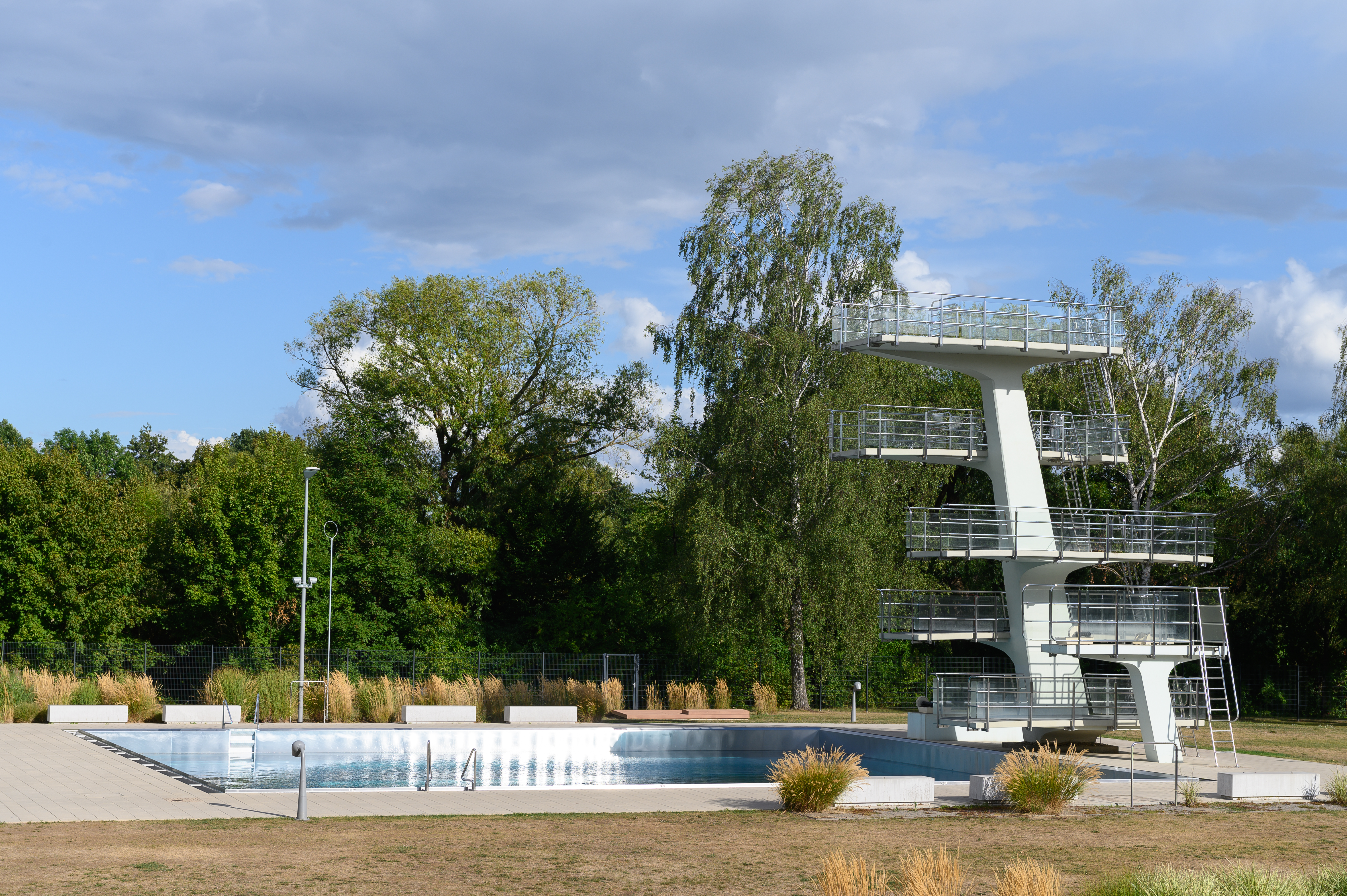
Der Sprungturm mit Becken im Auebad.

Ab dem 18. Oktober 2010 wurde das alte Bad abgerissen. Der denkmalgeschützte Zehn-Meter-Sprungturm blieb erhalten. In der Folge entstand am selben Ort ein kombiniertes Hallen- und Freibad. Außerdem ersetzte das neue Bad das alte Stadtbad Mitte in der Innenstadt, das ebenfalls abgerissen wurde. Die Baukosten beliefen sich auf 32 Millionen Euro. Ursprünglich waren Baukosten von 24 Millionen Euro veranschlagt worden. Am 20. Juli 2013 öffnete das umgebaute Auebad seine Türen.
Es entstanden im Innenbereich ein wettkampftaugliches 50-Meter-Sportbecken, ein Spaßbecken, ein Lehrbecken mit warmem Wasser, ein Planschbecken für Kleinkinder sowie ein Sauna-Bereich. Draußen befinden sich Planschbecken für Kleinkinder, Wasserspiele, eine Rutsche, ein Spielplatz mit einem Piraten-Kletterboot, der historische Sprungturm sowie ein Außenbecken.
Mit knapp 404.000 Badegästen war 2019 mit seinem heißen Sommer bis zur Corona-Pandemie zunächst das Rekordjahr nach dem Neubau. Bis zum zehnjährigen Bestehen am 2. Juli 2023 wurden insgesamt 3,3 Millionen Badegäste im neu errichteten Auebad gezählt.

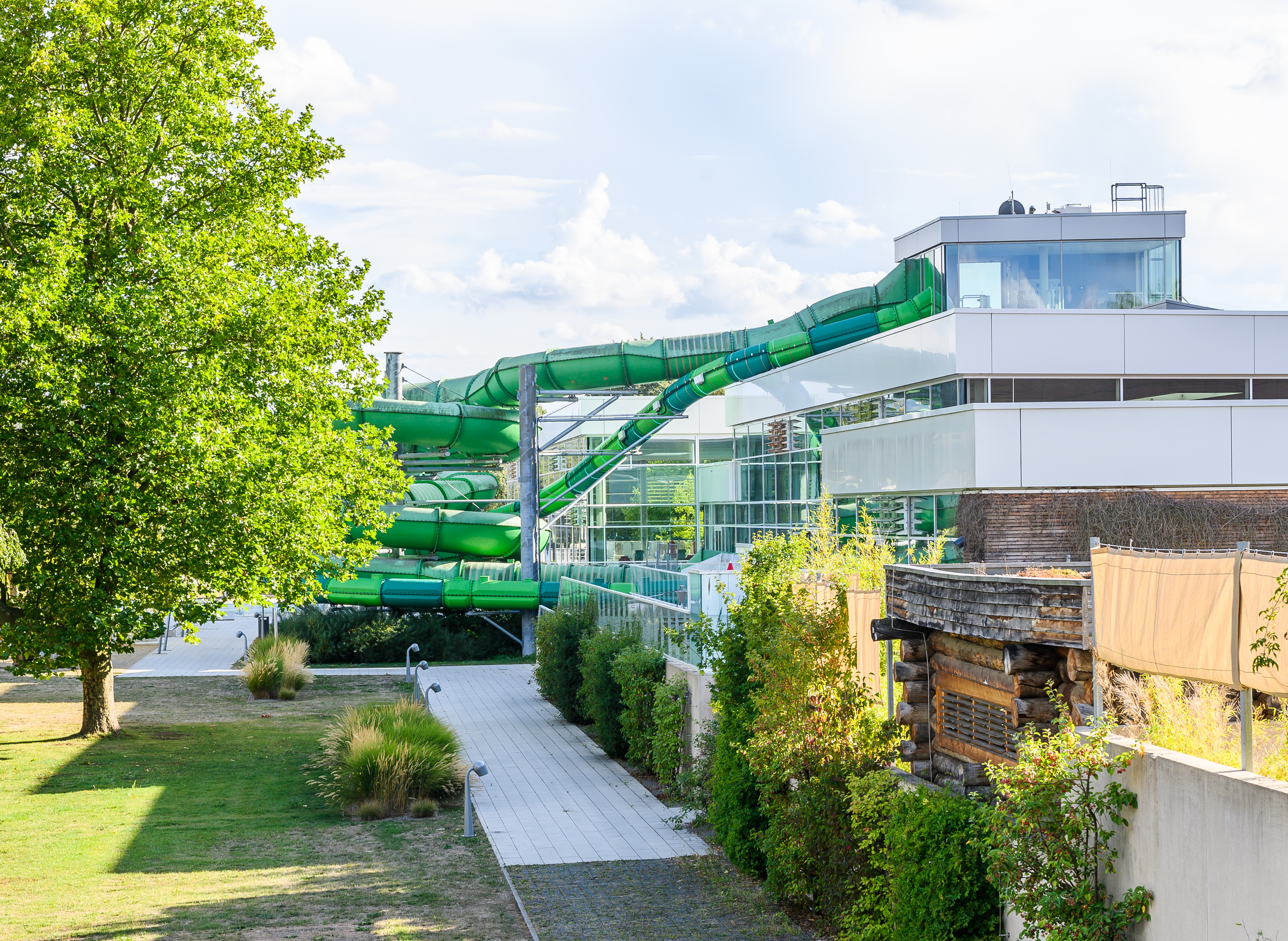
Blick von der Schwimmbadbrücke auf die Rutschanlage des Auebads.

Im 8. April 2022 weihten die Städtischen Werke eine Speed-Rutsche ein. Ursprünglich sollte das Auebad bereits 2019 um diese schnelle Rutsche erweitert werden. Sie war schon in den Planungen des neuen Auebads einkalkuliert. Die 58,5 Meter lange Rutsche kostete 350.000 Euro. 17,9 Prozent beträgt die mittlere Neigung der Speed-Rutsche. Damit ist sie wesentlich steiler als die bestehende Reifen-Rutsche. Diese hat nur eine mittlere Neigung von 9,2 Prozent. Die Speed-Rutsche wurde bereits im Sommer 2020 fertiggestellt, konnte wegen Corona aber noch nicht eröffnet werden. Etwa zwei Monate dauerte der Bau. Das Besondere an der Rutsche sind die vielen Lichteffekte. In der Rutsche blinken bunte Leuchtstreifen. Hersteller der Rutsche ist die Firma Wiegand Maelzer aus Rasdorf (Landkreis Fulda), die bereits die erste Rutsche für das Auebad gebaut hat.
Nach der Corona-Pandemie konnte das Auebad im Jahr 2024 erneut einen Besucherrekord verzeichnen: 415.559 Badegäste wurden nach Angaben der Städtischen Werke AG gezählt.